# Teresa di León
Teresa (1080 circa – Galizia, 1130) fu contessa del Portogallo dal 1112, anno della morte del marito, al 1128, anno della sua deposizione.

## Biografia
Secondo il Chronicon regum Legionensium, Teresa era figlia illegittima di Alfonso VI di Castiglia e della sua concubina Jimena Muñoz (?-1128), che secondo lo storico medievalista statunitense, Bernard F. Reilly, era figlia del conte Munio Muñiz, signore delle Asturie occidentali e del nord del Bierzo e della moglie Velasquita;.

Come riporta il documento n° XCIV della appendice II delle Antiguedades de España, Alfonso VI era il figlio terzogenito (maschio secondogenito) del re di Castiglia e re consorte di León, Ferdinando I e della regina del León e regina consorte di Castiglia, Sancha I, che, sia secondo la Historia genealógica y heráldica de la monarquía española, Volume 1, che secondo la Historia De Los Hechos De España di Rodrigo Jimenez De Rada era figlia del re di León e Castiglia Alfonso V e di Elvira Menéndez de Melanda, figlia del Conte di Portucale, il galiziano Menendo González e di sua moglie, Tutadona Moniz de Coimbra (dona Mayor).

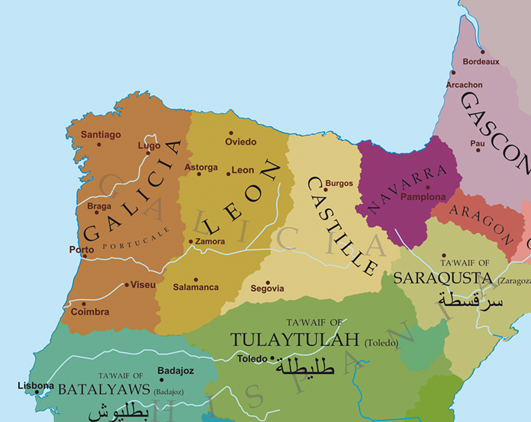
La penisola iberica, all'inizio del XII secolo. La contea del Portogallo è parte del regno di Galizia.

La data di nascita di Teresa (circa 1080) è stata calcolata in base a quelle delle due figlie (tra il 1124 e il 1128) che lei diede al suo amante, Fernando Peres conte di Trava.
La sua matrigna, Costanza (circa 1046-1093), la seconda moglie di suo padre Alfonso VI, che secondo la Ex chronico Ternociensis era figlia del conte di Charolais e di Langres, duca di Borgogna e anche conte d'Auxerre, Roberto I e di Helie di Semur e pronipote del re di Francia, Ugo Capeto, nel 1087, aveva invitato a corte suo nipote Enrico di Borgogna, dopo l'assedio di Tudela, assieme al fratello, Oddone futuro duca di Borgogna ed al cugino Raimondo di Borgogna, che avevano accolto l'invito dell'abate di Cluny che invitava alla guerra santa contro i Mori, dopo che l'emiro degli Almoravidi, Yūsuf ibn Tāshfīn aveva sconfitto il padre di Teresa, il re di León e Castiglia, Alfonso VI, nella battaglia di al-Zallaqa del 1086.

In quell'occasione Teresa fu promessa a Enrico, mentre la sorellastra, Urraca, figlia legittima dei Alfonso e Costanza fu promessa a Raimondo.
Nel 1092, molto probabilmente il 24 agosto, fu celebrato il matrimonio tra Enrico e Teresa; il matrimonio viene confermato dal documento n° XXI della Apéndice I della Historia del Real Monasterio de Sahagún.
Alfonso VI aveva concesso il governo del regno di Galizia al genero Raimondo (il documento n° V della Apendice della HISTORIA DE LA SANTA IGLESIA DE SANTIAGO DE COMPOSTELA, tomo III, cita Raimondo, come governatore della Galizia -Comes dominus Ramundus Imperans Gallicia sub gratia Imperatoris Ildefonsi-) come conferma La web de las biografias, mentre aveva concesso, in sottordine a Raimondo, come riporta lo storico Rafael Altamira la contea di Portogallo (a sud del fiume Miño) a Enrico di Borgogna, marito di Teresa, figlia naturale di Alfonso VI] e sorellastra di Urraca, che governò la contea, praticamente in autonomia dalla Galizia, difendendola dagli attacchi dei Mori.

Diversi documenti confermano che Teresa era sposata con Enrico che aveva ricevuto il titolo di conte:
- il documento nº 1 delle Provas da Historia Genealogica da Casa Real Portugueza (Lisbon), Tomo I (Comite Dono Henrico una partire cum uxore mea Infante Dona Taraxea)[22]
- il documento n° VI del Cartulario del Monasterio de Eslonza, Parte 1 (Taraxia Adefonsi regis filia Henrik comes)[23]
- il documento n° XL del Cartulaire du prieuré de La Charité-sur-Loire (Nièvre) (Comes domnus Henricus et uxor mea Domna Theresia, domini Regis Alfonsi filia)[24].

Enrico con Teresa stabilita la loro residenza a Guimarães, governò la contea del Portogallo (a sud del fiume Minho), praticamente in autonomia dal regno di Galizia, difendendola dagli attacchi dei Mori, che vennero sconfitti in parecchie battaglie.
Secondo Reilly Raimondo ed Enrico, tra il 1094 e il 1095, avevano fatto un patto che prevedeva che alla morte di Alfonso VI, Raimondo avrebbe ottenuto tutti i domini di Alfonso VI e avrebbe ceduto ad Enrico il regno di Galizia e parte della taifa di Toledo, in quanto Raimondo era stato nominato governatore della città di Toledo

Ma le cose poi andarono diversamente, perché Raimondo, nel 1007, come conferma il documento nº 420 delle Chartes et documents de Saint-Bénigne de Dijon : prieurés et dépendances, des origines à 1300. Tome 2 premorì ad Alfonso VI, che quando a sua volta, nel 1009 morì, lasciò unica erede la figlia Urraca, deludendo Enrico che si aspettava la Galizia.
Quando la vedova di Raimondo, Urraca, divenne regina di León e Castiglia, nel 1109, i nobili castigliani non gradirono (perché avrebbero preferito un re combattivo) e spinsero la regina a risposarsi col re di Aragona e Navarra, Alfonso I il Battagliero. Il matrimonio ebbe luogo all'inizio di ottobre del 1109 nel Castello di Monzón de Campos, come riporta il Ex Gestis Comitum Barcinonensium. Il matrimonio di Urraca e di Alfonso I provocò quasi subito ribellioni in Galizia anche per gli intrighi di Teresa e del cognato Enrico.
Tra i coniugi scoppiarono quasi subito le ostilità che portarono poi a una guerra civile. Enrico approfittò della situazione e continuò a governare la contea a suo piacimento, praticamente indipendente da Urraca e, nel 1110, arruolato un esercito in Francia, stipulò un accordo con Alfonso I per deporre la regina e dividersi il regno, come riporta La web de las biografias
. 
Suo marito, Enrico, nel 1111, si schierò con Urraca contro Alfonso e, nel 1112, Teresa raggiunse Enrico a Peñafiel, nel cui castello si era asserragliato il re d'Aragona e marito di Urraca Alfonso I il Battagliero, per sollecitare la sorellastra Urraca a mantenere la promessa fatta ad Enrico di consegnargli una parte del regno, per l'aiuto che gli dava nella guerra contro il marito.
La regina accondiscese alla divisione del suo regno; vedendo, però, che i soldati portoghesi trattavano Teresa come una regina, Urraca, indispettita, decise di fare la pace con il marito annullando il patto con Enrico e Teresa.
Il 22 maggio dello stesso anno però Enrico, combattendo ancora per Urraca, morì nell'assedio della città di Astorga, mentre i coniugi Urraca e Alfonso stavano ormai rappacificandosi.
Teresa, definita dai cronisti bella e astuta, secondo Reilly, si precipitò a corte per reclamare i diritti che spettavano a lei ed all'unico figlio maschio sopravvissuto al padre, Alfonso Henríquez, il futuro Conquistatore, di circa tre anni. Lo storico britannico Edgar Prestage riporta che non ottenendo soddisfazione accusò la sorellastra di volere avvelenare il marito; l'accusa probabilmente non era del tutto infondata perché Alfonso si stava separando dalla moglie, la regina Urraca, senza perderne i possedimenti. Ma i nobili e i cittadini leonesi e castigliani si schierarono con la regina e Alfonso fu costretto a rientrare in Aragona. 

Teresa allora si rifugiò a Santiago di Compostela, dove con l'appoggio del vescovo Diego Gelmírez ottenne la contea del Portogallo in cambio della sottomissione alla regina, come conferma il Diccionario biográfico español, Real Academia de la Historia.
Nel 1116 appoggiò la congiura, sempre contro la sorellastra, per incoronare re di Galizia il figlio di Urraca, Alfonso Raimundez; come compenso ricevette i distretti galiziani di Tui e Orense a nord del fiume Minho, come riporta La web de las biografias
. 
Nel 1117 dovette difendersi dagli attacchi dei musulmani che avevano espugnato i castelli posti a difesa di Coimbra e nel mese di giugno avevano messo l'assedio alla città. La presenza di Teresa tra i difensori galvanizzò la guarnigione della città che in capo a venti giorni sconfisse i musulmani, che si ritirarono. E dal novembre di quell'anno Teresa cominciò a farsi chiamare regina del Portogallo.

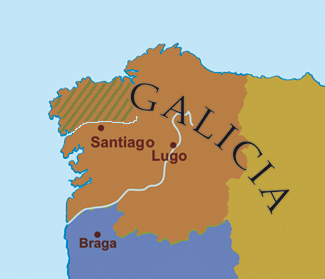
Il confine tra la contea del Portogallo, il regno di Galizia e il regno di León. Nel nord della Galizia, tratteggiato di verde, il territorio dominato dalla famiglia di Trava.

Nel 1121 Diego Gelmirez, promosso arcivescovo di Santiago di Compostela, dal papa Callisto II, organizzò un complotto con la complicità di Fernando Peres conte di Trava, cui partecipò anche Teresa, per portare il nipote del papa, il re di Galizia, Alfonso Raimundez sul trono al posto della madre, che immediatamente attaccò la sorellastra occupando la contea del Portogallo sino al fiume Duero. Teresa e il conte di Trava si rifugiarono nel castello di Lanhoso, dove furono assediati e dove, secondo il Reilly, Teresa e Fernando Peres conte di Trava divennero amanti e forse si sposarono.

Non si sa come ma Teresa riuscì a cavarsela e, riconoscendosi vassalla di Urraca, venne confermata contessa di Portogallo; quindi ricevette il dominio sui distretti di Zamora, Toro, Salamanca e Avila.
Nel 1123, nonostante il figlio Alfonso Enriquez avesse raggiunto la maggiore età, Teresa continuò a governare il Portogallo assieme a Fernando Peres.
La sorellastra, Urraca, morì, secondo il Chronica Adefonsi Imperatoris I, l'8 marzo, nel Regno di León, e fu tumulata a León, nel Pantheon dei Re (mausoleo) della Real Basílica di Sant'Isidoro, per cui Teresa, non ritenendosi più vincolata ai patti del 1121, non riconobbe come suo superiore il nuovo re di León e Castiglia, Alfonso Raimúndez (Alfonso VII).

Nella primavera del 1127 Alfonso VII attaccò il Portogallo, obbligando Teresa e Fernando a riconoscere la sua supremazia.

I nobili portoghesi mal sopportavano il conte di Trava, che era divenuto anche conte di Porto e di Coimbra ed i baroni galiziani che governavano con Teresa; l'opposizione a Teresa prese corpo quando all'inizio del 1128, a Braga, il figlio di Teresa, il diciottenne Alfonso Henriquez, rese pubbliche le sue intenzione di non riconoscersi vassallo del re di León e Castiglia; tutti i nobili a sud del fiume Minho appoggiarono Alfonso, contro la madre, e si radunarono nei dintorni di Guimarães.
Teresa mise insieme un esercito galiziano-portoghese che si diresse verso Guimarães e si scontrarono in una località vicina a Guimarães (battaglia di San Mamede). Teresa ed il suo amante, Fernando Peres, furono sconfitti.
Dopo la sconfitta Teresa e Fernando furono catturati durante la fuga ed espulsi immediatamente dal Portogallo; un'altra versione narra che Teresa si rifugiò a Póvoa de Lanhoso o che il figlio l'abbia imprigionata nel castello di Lanhoso; comunque, dopo la fuga Teresa si ritirò in A Limia, nei possedimenti galiziani di Fernando, dove morì due anni dopo; il Chronicon Lusitanum riporta la morte nell'era 1168 (1130) (Obiit Regina Donna Tarasia mater Donni Alfonsi Calend. Novembris anno secundo regni).

I suoi resti mortali furono in un periodo successivo traslati nella cattedrale di Braga, dove ancora oggi riposano accanto alle spoglie del suo primo marito, il conte Enrico di Borgogna.

## Discendenza
Teresa diede a Enrico almeno sei figli:
- Alfonso del Portogallo (circa 1098-prima del 1110), citato nel documento nº 1 delle Provas da Historia Genealogica da Casa Real Portugueza (Lisbon), Tomo I (Infans Dono Alfoso filius Henrici comiti et uxor mea Infante Dona Taraxia)[22], sepolto a Burgos[42]
- Urraca del Portogallo (circa 1100- dopo il settembre 1161, un documento del 1161 conferma che in quella data Urraca Enriquez era ancora viva[43]), citata nel Chronicon regum Legionensium[1][2], sposò nel 1120, come sua seconda moglie, Bermudo Pérez di Trava (?-1161), conte di Trastamara, figlio di don Pedro Froilaz di Traba e della sua seconda moglie, Mayor Rodríguez, secondo il Nobiliario de D. Pedro Conde de Bracelos[44], mentre per El monasterio de las Cascas era la terza moglie[43]
- Sancha del Portogallo (circa 1102-23 marzo 1143) che sposò Fernando Méndez, signore di Braganza, come conferma la Terceira parte da monarchia lusitana[45]
- Teresa del Portogallo (1102-?) che sposò Sancho Núñez, come conferma la Terceira parte da monarchia lusitana[45]
- Enrico del Portogallo (1106-prima del 1110), citato assieme al primogenito Alfonso, senza essere nominati nella Historia genealogica da Casa Real Portugueza, vol. I[42], sepolto a Burgos[42]
- Alfonso Henríquez (1109-1185), dal 1128 conte del Portogallo e dal 1139 re del Portogallo[46], noto come Alfonso I il Conquistatore

Diede al suo amante Fernando Peres di Trava due figlie:
- Sancha Fernández di Trava[44] (circa 1125-dopo il 4 maggio 1184), che si sposò tre volte, nel 1150, con il conte Álvaro Rodríguez (?-1167), poi, nel 1170 circa, con il conte Pedro Alfonso (?-1173) e infine, nel 1178, con il conte Gonzalo Rodríguez (?-1205)
- Teresa Fernández di Trava[44] (circa 1126-?), che sposò, nel 1142 circa, Nuño Pérez di Lara (1112-Cuenca 1177)

## Ascendenza
|                           |   |                            | Genitori                   |  |  | Nonni |  |  | Bisnonni                     |  |  | Trisnonni                    |  |
|                           |   |                            |                            |  |  |       |  |  | Sancho III Garcés di Navarra |  |  | García II Sánchez di Navarra |  |
|                           |   |                            |                            |  |  |       |  |  | Sancho III Garcés di Navarra |  |  | García II Sánchez di Navarra |  |
|                           |   | Jimena Fernández           |                            |  |  |       |  |  | Sancho III Garcés di Navarra |  |  |                              |  |
| Ferdinando I di Castiglia |   |                            |                            |  |  |       |  |  | Sancho III Garcés di Navarra |  |  |                              |  |
|                           |   | Munia di Castiglia         | Sancho Garcés              |  |  |       |  |  |                              |  |  |                              |  |
|                           |   | Munia di Castiglia         | Sancho Garcés              |  |  |       |  |  |                              |  |  |                              |  |
|                           |   | Munia di Castiglia         | Urraca Gomez               |  |  |       |  |  |                              |  |  |                              |  |
| Alfonso VI di León        |   | Munia di Castiglia         |                            |  |  |       |  |  |                              |  |  |                              |  |
|                           |   | Alfonso V di León          | Bermudo II di León         |  |  |       |  |  |                              |  |  |                              |  |
|                           |   | Alfonso V di León          | Bermudo II di León         |  |  |       |  |  |                              |  |  |                              |  |
|                           |   | Alfonso V di León          | Elvira Garcés di Castiglia |  |  |       |  |  |                              |  |  |                              |  |
| Sancha I di León          |   | Alfonso V di León          |                            |  |  |       |  |  |                              |  |  |                              |  |
|                           |   | Elvira Menéndez de Melanda | Menendo González           |  |  |       |  |  |                              |  |  |                              |  |
|                           |   | Elvira Menéndez de Melanda | Menendo González           |  |  |       |  |  |                              |  |  |                              |  |
|                           |   | Elvira Menéndez de Melanda | Toda Domna                 |  |  |       |  |  |                              |  |  |                              |  |
| Teresa di León            |   | Elvira Menéndez de Melanda |                            |  |  |       |  |  |                              |  |  |                              |  |
|                           | … | …                          |                            |  |  |       |  |  |                              |  |  |                              |  |
|                           | … | …                          |                            |  |  |       |  |  |                              |  |  |                              |  |
|                           | … | …                          |                            |  |  |       |  |  |                              |  |  |                              |  |
| …                         | … |                            |                            |  |  |       |  |  |                              |  |  |                              |  |
|                           |   | …                          | …                          |  |  |       |  |  |                              |  |  |                              |  |
|                           |   | …                          | …                          |  |  |       |  |  |                              |  |  |                              |  |
|                           |   | …                          | …                          |  |  |       |  |  |                              |  |  |                              |  |
| Jimena Núñez de Lara      |   | …                          |                            |  |  |       |  |  |                              |  |  |                              |  |
|                           |   | …                          | …                          |  |  |       |  |  |                              |  |  |                              |  |
|                           |   | …                          | …                          |  |  |       |  |  |                              |  |  |                              |  |
|                           |   | …                          | …                          |  |  |       |  |  |                              |  |  |                              |  |
| …                         |   | …                          |                            |  |  |       |  |  |                              |  |  |                              |  |
|                           |   | …                          | …                          |  |  |       |  |  |                              |  |  |                              |  |
|                           |   | …                          | …                          |  |  |       |  |  |                              |  |  |                              |  |
|                           |   | …                          | …                          |  |  |       |  |  |                              |  |  |                              |  |
|                           |   | …                          |                            |  |  |       |  |  |                              |  |  |                              |  |

### Fonti primarie
- (LA)  Monumenta Germaniae Historica, Scriptores, tomus IX.
- (LA)  Recueil des historiens des Gaules et de la France. Tome 11.
- (LA)  Recueil des historiens des Gaules et de la France. Tome 12.
- (LA)  Chroniques des Comtes d´Anjou et des Seigneurs d´Amboise (Paris).
- (LA)  Recueil des chartes de l'abbaye de Cluny. Tome 4 .
- (LA)  Recueil des chartes de l'abbaye de Cluny. Tome 5
- (LA)  Chronique de l'abbaye de Saint-Bénigne de Dijon.
- (LA)  Histoire de l'abbaye royale et de la ville de Tournus, avec les preuves.
- (LA)  Historia de los reyes de Castilla y de Leon, Volume 1
- (LA)  #ES cartulario del Monasterio de San Salvador de Oña.
- (LA)  Colección diplomatica de San Salvador de Oña 822-1284, Tomo I.
- (LA)  #ES España sagrada, Volume 14.
- (LA)  #ES España sagrada, Volume 23.
- (LA)  #ES Historia de la Santa Iglesia de Santiago de Compostela (Santiago), Tomo III.
- (LA)  Provas da Historia Genealogica da Casa Real Portugueza (Lisbon), Tomo I.
- (LA)  Cartulario del Monasterio de Eslonza, Parte 1
- (LA)  Cartulaire du prieuré de La Charité-sur-Loire (Nièvre)
- (EN)  The World of El Cid: Chronicles of the Spanish Reconquest, Chronicon regum Legionensium
- (PT)  #ES Nobiliario de D. Pedro Conde de Bracelos
- (PT)  #ES Terceira parte da monarchia lusitana
- (PT)  Historia genealogica da Casa Real Portugueza, tomo I

### Letteratura storiografica
- Rafael Altamira, La Spagna (1031-1248), in "Storia del mondo medievale", vol. V, 1999, pp. 865–896.
- Ermelindo Portela Del Carmen Pallares, La reina Urraca, Donostia-San Sebastian 2006.
- Edgar Prestage, Il Portogallo nel medioevo, in «Storia del mondo medievale», vol. VII, 1999, pp. 576–610.
- (ES)  Pérez, J., Romualdo Escalona, F. (1782) Historia del real monasterio de Sahagun.
- (FR)  CHEVRIER G. et CHAUME M., Chartes et documents de Saint-Bénigne de Dijon : prieurés et dépendances, des origines à 1300. Tome 2.
- (EN)  The Kingdom of León-Castilla under King Alfonso VI
- (EN)  The Kingdom of León-Castilla under Queen Urraca
- (EN)  Chronica Adefonsi Imperatoris
- (ES)  #ES El monasterio de las Cascas